# Araneus carabellus
Araneus carabellus là một loài nhện trong họ Araneidae.
Loài này thuộc chi Araneus. Araneus carabellus được Embrik Strand miêu tả năm 1913.